# La musa
La musa (títol original en anglès:  The Muse) és una pel·lícula estatunidenca dirigida per Albert Brooks i estrenada l'any 1999. Ha estat doblada al català.

## Argument
Steven Phillips és un guionista sense èxit, malgrat una cert reconeixement. Totalment desesperat després que el seu nou guió hagi estat rebutjat per tots els estudis, demana consell al seu fidel amic Jack Warrick. Aquest li descobreix la clau del seu èxit: una musa de nom Sarah. Primer incrèdul, Steven accepta la companyia d'aquesta egèria per trobar la seva inspiració.

## Repartiment
- Albert Brooks: Steven Phillips
- Sharon Stone: Sarah Little
- Andie MacDowell: Laura Phillips
- Jeff Bridges: Jack Warrick
- Cybill Shepherd: Cybill Shepherd
- Monica Mikala: Julie Phillips
- Jamie Alexis: Mary Phillips
- Marnie Shelton: Jennifer
- Catherine MacNeal: Anne
- Mark Feuerstein: Josh Martin
- Lorenzo Lamas: Lorenzo Lamas
- Jennifer Tilly: ella mateixa
- Bradley Whitford: Hal
- Skip O'Brien: guàrdia de la Universal Studio
- Aude Charles: Secretària d'Spielberg

## Rebuda
- Pressupost: $15,000,000
- Recaptació: $11,614,236 (EUA) (14 de novembre de 1999) (total)
- £29,555: (UK) (12 de desembre de 1999) (total)
- Premis 1999: Globus d'or: Nominada Millor actriu musical o còmica (Sharon Stone)
- Crítica "Reiterativa i previsible comèdia" Amb molts cameos d'amics d'Albert Brooks.[4]